# نژاد مدیترانه‌ای
نژاد مدیترانه‌ای، اصطلاحی است که در سده نوزدهم و آغاز سده بیستم میلادی، به یکی از زیرگروه‌های اروپاییان و به مردمانی گفته می‌شد که در پیرامون دریای مدیترانه زندگی می‌کنند. دیگر زیرگروه‌ها عبارت بودند از: آلپاین و نوردیک. از ویژگیهایی که مردم‌شناسان برای این زیرگروه ذکر کرده بودند، می‌توان به قامت متوسط، چشم و موی تیره رنگ، و پوست گندمگون (و حتی سبزه) اشاره کرد. بیشتر مردم جنوب اروپا (یونان (۳۰٪)، اسپانیا (۲۲٪)، پرتغال (۱۰٪)و جنوب ایتالیا و سیسیل (۴۵٪))، فینیقیه و شمال آفریقا (۷۵٪)، فلات ایران (۱۱٪)و آسیای کوچک (ترکیه) (۱۲٪) از این نژاد به شمار آمده‌اند.

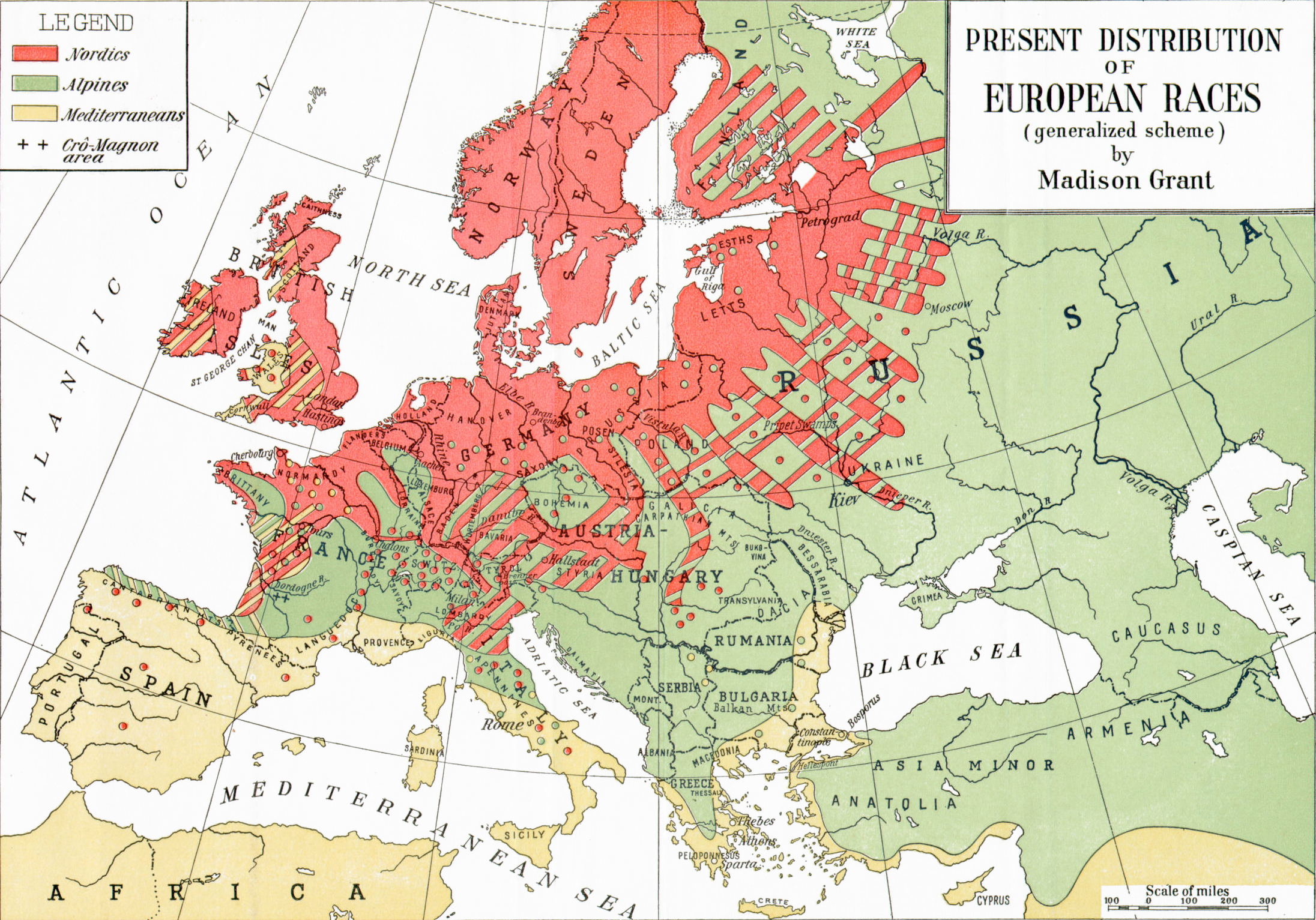
نقشه مادیسون گرانت، در سال ۱۹۱۶ که پراکندگی نژاد مدیترانه‌ای را با رنگ زرد، نژاد آلپاین را با رنگ سبز و نژاد نوردیک را با رنگ سرخ نشان داده است.

## نظریه‌ها

### نظریه‌های نخستین
ارسطو باور داشت که یونانیان بهترین نژادند زیرا رنگ پوست آنان مابین پوست سفید اقوام شمال اروپا و پوست سیاه آفریقایی‌هاست. یونانیان و رومیان باستان (که در طبقه‌بندی مدیترانه‌ای قرار داشتند)، گاهی ژرمن‌ها و سلتی‌ها را بربرهای وحشی سرخ موی می‌نامیدند.

### سده نوزدهم
توماس هاکسلی زیست‌شناس انگلیسی در سده نوزدهم بر این باور بود که مردم اروپا به دو دسته زانتوکروئید (Xanthocroi، سفیدپوستان زرد موی و رنگین چشم) در شمال و ملانوکروئید (Melanochroi، سبزه‌رویان سیاه موی و سیاه چشم) در جنوب بخش می‌شوند. نیز بر این باور بود که دسته نخست، سفیدپوستان خالص و اصیلند و دسته دوم از آمیزش نژادی سفیدپوستان با مغولان یا استرالیایی‌ها پدید آمده‌اند. برخی دیگر از نظریه‌پردازان عقیده داشتند که مردم جنوب اروپا با سیاهپوستان آفریقایی آمیخته شده‌اند.
در پایان سده نوزدهم این پندار که مردم جنوب اروپا با نژادهای غیرسفیدپوست آمیخته شده‌اند، بسیار نیرومند شد و پیامدهای منفی گسترده‌ای را به دنبال داشت. در کشورهای آلمان، بریتانیا و ایالات متحده آمریکا، نژادپرستان، که سفیدپوستان موبور و رنگین چشم را نژاد سرور (Master Race) می‌نامیدند، اقوام جنوب اروپا را در ردیف غیرسفیدپوستان (که به زعم آنان پست‌تر از سفیدپوستان بودند) به شمار آوردند و شایسته تحقیر دانستند. نمونه آن دیدگاه‌های نازی‌ها بود که مورد اعتراض متحد ایتالیاییشان بنیتو موسولینی، دیکتاتور فاشیست نیز قرار گرفت.
نظریه آمیختگی نژاد مدیترانه‌ای با سیاه‌پوستان، در ایالات متحده آمریکا، مورد پذیرش برخی از مبارزان تبعیض نژادی قرار گرفت، ازجمله ویلیام دوبوآ که با به‌کارگیری این نظریه، اصالت و خلوص نژاد سفیدپوست را زیر پرسش برد.

### سده بیستم
جوزپه سرجی دیدگاه خود را در کتابش به نام نژاد مدیترانه‌ای (The mediterranean race) (چاپ ۱۹۰۱) بیان کرده و بر این باور بوده است که نژاد مدیترانه‌ای ریشه در آفریقا دارد. نیز عقیده داشته که مدیترانه‌ای‌ها، نوردیک‌ها و سیاهان آفریقا از یک اصل و ریشه هستند که وی آن را اورآفریقایی (Eurafrican) نامیده و عقیده داشته که نژاد مدیترانه‌ای برترین نژاد جهان و بازمانده تمدن‌های مصر، یونان، ایران، روم، کارتاژ و هند است. مطابق دیدگاه او، اقوام سامی مانند اعراب و اقوام حامی مانند حبشی‌ها و توتسی‌ها خویشاوند مدیترانه‌ای‌ها هستند.
گمان می‌رود که بخش‌بندی اروپاییان به سه دسته آلپی، نوردیک و مدیترانه‌ای و پیش کشیدن مسئله تفاوت مدیترانه‌ای‌ها با دو گروه دیگر ریشه مذهبی داشته و تنها دستمایه‌ای برای ادامه تنش‌های مذهبی میان پروتستان‌ها و کاتولیکها (که بیشینه آنان به ترتیب ساکن شمال و جنوب اروپا هستند) بوده باشد.